# Мехрдад Пуладі
Мехрдад Пуладі (перс. مهرداد پولادی, нар. 26 лютого 1987) — іранський футболіст, захисник, півзахисник клубу «Персеполіс» та національної збірної Ірану.

## Клубна кар'єра
У дорослому футболі дебютував 2006 року виступами за команду клубу «Пайкан», в якій провів один сезон, взявши участь у 18 матчах чемпіонату. 
Своєю грою за цю команду привернув увагу представників тренерського штабу клубу «Естеглал», до складу якого приєднався 2007 року. Відіграв за тегеранську команду наступні два сезони своєї ігрової кар'єри.
Протягом 2009—2010 років захищав кольори команди клубу «Трактор Сазі».
2010 року уклав контракт з клубом «Мес», у складі якого провів наступні два роки своєї кар'єри гравця. Більшість часу, проведеного у складі «Меса», був основним гравцем команди.
До складу клубу «Персеполіс» приєднався 2012 року, де провів два сезони. 
2014 року перейшов в катарський клуб «Аль-Шаханія».

## Виступи за збірну
2011 року дебютував в офіційних матчах у складі національної збірної Ірану. Наразі провів у формі головної команди країни 20 матчів.

## Титули і досягнення
- Бронзовий призер Азійських ігор: 2006